# Strata-East Records
Strata-East Records est un label discographique américain de jazz, originaire de New York, et fondé en 1971 par Charles Tolliver et Stanley Cowell.

## Histoire
Le label Strata-East est fondé à New York en 1971 par deux musiciens de jazz, le trompettiste Charles Tolliver et le pianiste Stanley Cowell. Le 1er disque à être produit par le label est celui du quartet de Charles Tolliver, Music Inc. Par la suite, le label produira une soixantaine de disques incluant certains albums de Pharoah Sanders, Gil Scott-Heron, Clifford Jordan, etc.

## Discographie notable
- 1968 : Charles Brackeen - Rhythm X
- 1973 : Stanley Cowell - Musa Anchestral Streams
- 1973 : Charles Tolliver - Live at Slugs, Vol. 1 and 2 (1970/1973)
- 1973 : Billy Harper – Capra Black
- 1974 : Charlie Rouse - Two is One
- 1975 : John Hicks – Hell's Bells
- 1975 : Charles Tolliver - Impact'